# Limbo (roman)
Pour les articles homonymes, voir Limbo.
Limbo (titre original : Limbo) est un roman de l'écrivain américain Bernard Wolfe (1915-1985) paru en 1952. La traduction française, parue en 1955, passa largement inaperçue à l'époque, ainsi que l'explique Gérard Klein dans sa préface de la réédition de 1971 chez Robert Laffont dans la collection Ailleurs et Demain. De plus, elle avait amputé le texte original de près d'un quart. Une nouvelle traduction, intégrale cette fois, est parue au Livre de poche le 21 septembre 2016.

## Description
Ce roman s'inscrit dans une certaine mesure dans la lignée des romans dystopiques, dont 1984 de George Orwell est considéré comme l'œuvre la plus représentative du genre.
Le titre fait référence au monde pacifique imaginé par l'écrivain et postérieur à une guerre absolue, dans lequel les hommes ont choisi de perdre leurs membres au profit de prothèses, selon la doctrine IMMOB basée sur les idées du docteur Martine, personnage principal du roman, qui découvre cet univers après une absence de 18 ans.